# Festung Franzensfeste

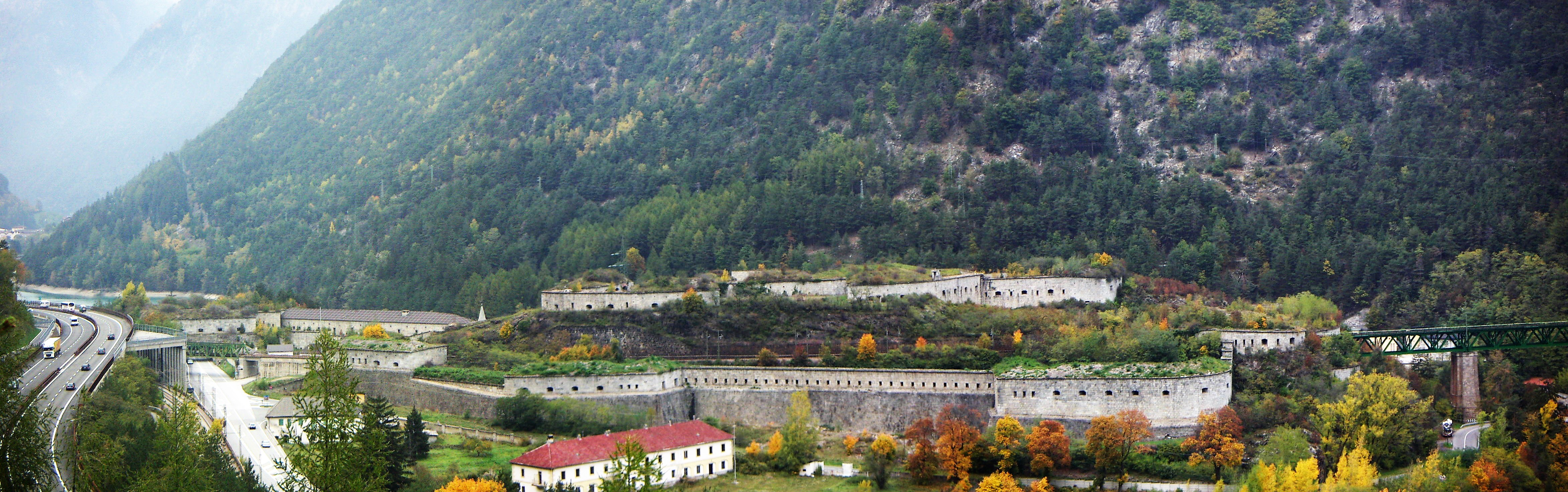
Festung Franzensfeste (von Südwesten)

Die Franzensfeste in der Gemeinde Franzensfeste im heutigen Südtirol (Italien) wurde von 1833 bis 1838 unter Kaiser Ferdinand I. erbaut und nach Kaiser Franz I. von Österreich, dem Monarchen der Planungsphase, benannt. Sie sollte die wichtige transalpine Verkehrsverbindung durch das Wipptal über den Brenner nach Norden sichern. Sie gilt als einziges reines Beispiel der neupreußischen Befestigungskunst auf k.-u.-k.-österreichischem Boden.

## Geschichte

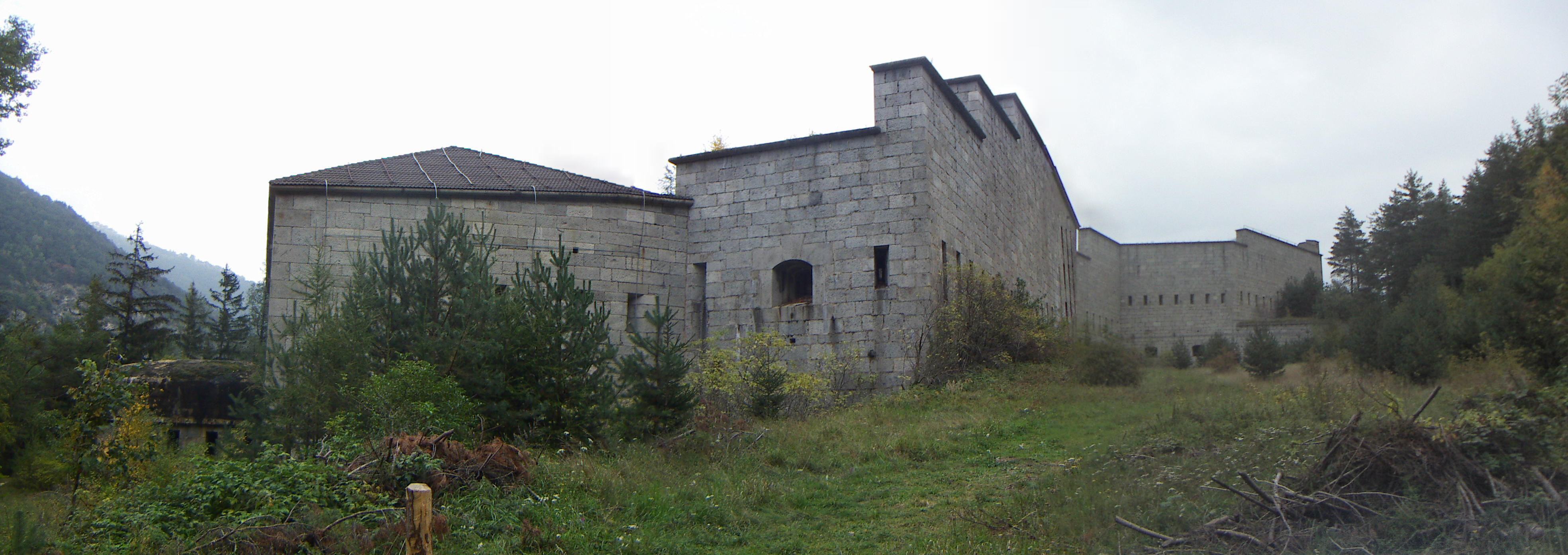
Festung, Detail des Höhenwerks

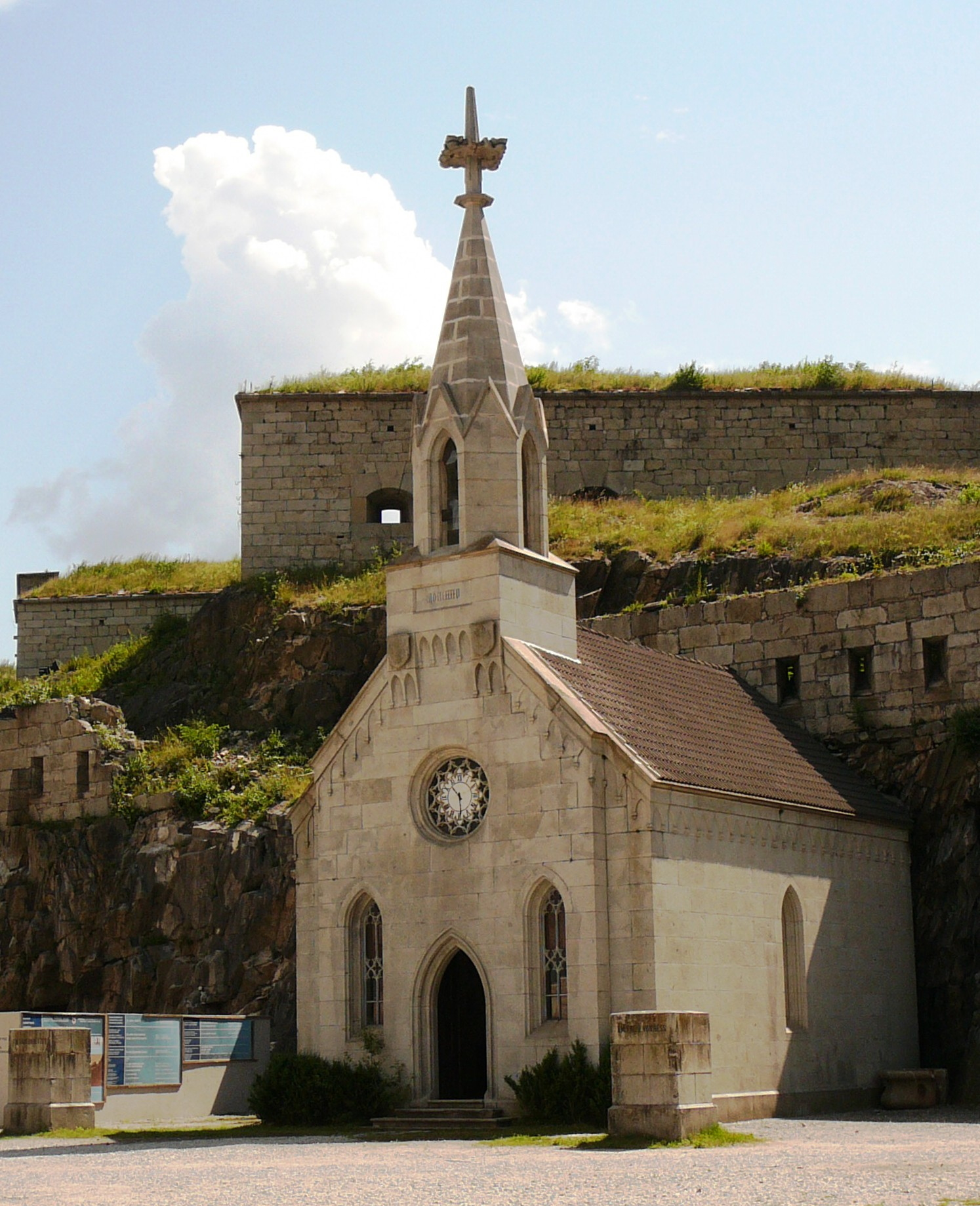
Garnisonskirche

1832 wurde Ingenieurgeneralmajor Franz von Scholl mit dem Entwurf beauftragt. Die Bauleitung erhielten Oberstleutnant Karl von Martony und die Hauptleute Magdlich von Magddenau und Lazarus von Manula. Am 17. Juni 1833 wurde der Präsidialerlass zum Bau unterzeichnet.
Die Bauphase war äußerst kostenintensiv. Das größte Problem war die Materialbeschaffung. Lehm und Kalk konnten aus der näheren Umgebung herangeschafft werden. Das Granitvorkommen bei Spinges reichte jedoch nicht aus, und so griff man auf Granit zurück, der aus Terenten im mittleren Pustertal herbeigeschafft werden musste. Je nach Jahreszeit waren zwischen 3200 und 4600 Mann am Bau tätig. Die Barackenlager zogen sich bis nach Sterzing hoch, und die Arbeiterschaft wurde von Ruhrepidemien heimgesucht. Letztlich kostete der Bau schätzungsweise 2,6 Millionen Gulden(ca. 400 Millionen Euro), was zum Teil in der Verwendung des teuren Granits begründet lag. Aufgrund des Preises soll Kaiser Franz I. zynisch gesagt haben, er habe eine Festung aus Silber anzutreffen erwartet.
Zur Einweihung am 18. August 1838 erschienen Kaiser Ferdinand I., Erzherzog Johann von Österreich, Graf Friedrich von Wilczek, Fürstbischof Bernhard Galura, 4000 Mann der Tiroler Landstände, 700 Tiroler Landesschützen sowie einige Veteranen aus der Zeit des Tiroler Freiheitskampfes.
Die Anlage kam nie in die Situation, sich als „unüberwindbare Alpenfestung“ zu beweisen, wie sie Erzherzog Johann konzipiert hatte. Eine Friedensbesatzung zog erst 1846 ein. Für sie wurde eine bombensichere Garnisonskirche im neugotischen Stil errichtet, vor deren Eingang zwei Standbilder von Radetzky und Heß standen. Als Erzherzog Johann 1848 in Frankfurt zum deutschen Reichsverweser gewählt wurde, gab er seinen Posten als Generalgeniedirektor ab, und die Franzensfeste verlor ihren größten Gönner.
Das Bauwerk mit seinem eingeschlossenen Militär-Haltepunkt (Bahnhof) wurde nie in kriegerische Ereignisse verwickelt. Es sollte ursprünglich mit 90 Geschützen bestückt werden und konnte im Kriegsfall eine Garnison von 1000 Mann aufnehmen. Im Frieden reichten 70 Soldaten für den Betrieb. Der Höhenbereich mit in den Felsen gebauten Kavernen diente der Lagerung der Munition und dem Bestreichen der Verkehrswege mit Geschützen. Im Talbereich wurden die Kasernen untergebracht. Eine in den Felsen gebaute gedeckte „ewige Stiege“ führte mit 452 Stufen von den Talwerken zu den Höhenwerken.
Im Jahr 1889 wurde auf der Franzensfeste ein kleiner Obelisk aufgestellt, der einen geodätischen Fixpunkt markiert. An dieser Stelle treffen ein Breitengrad und ein Meridian aufeinander. Die Urmarke liegt auf 736,4520 Meter über Adria.
Am 7. November 1918 besetzten bayerische Truppen die Festung und zogen bereits am 11. November 1918 wieder ab.
Nach 1930 wurden von der italienischen Armee rund um die Festung neue moderne kleine Bunkeranlagen gebaut, um die Sperre zu verstärken. 1939 erfolgte der Baubeginn des unmittelbar an die Festung heranreichenden Franzensfester Stausees. Ab 1940 wurde am nahe gelegenen Ochsenbühel eine neue unterirdische Großfestung erbaut, die die Franzensfeste ablösen sollte. Jedoch wurde ab 1942 der Festungsbau aufgrund der politischen Entwicklung ganz aufgegeben. Die deutsche SS soll die Festungen noch als Depot für Raubgüter genutzt haben. Um die Festung ranken sich Gerüchte um tatsächlich erfolgte Goldtransporte der italienischen Nationalbank im Zweiten Weltkrieg.
Ab 19. Juli 2008 war die Festung einer von mehreren Schauplätzen der europäischen Biennale für zeitgenössische Kunst Manifesta7.
Vom 9. Mai bis 30. Oktober 2009 fand in der Festung die Landesausstellung 2009 mit dem Titel Labyrinth :: Freiheit statt, die von den Ländern Südtirol, Tirol und Trentino ausgerichtet wurde und eine Kombination aus Dokumentationen, Kunstwerken und Ruhezonen darstellte.
Die 2022 eröffnete Dauerausstellung Eingebunkert thematisiert den von Benito Mussolini aus Misstrauen wegen der Südtirolfrage gegen seinen Verbündeten Adolf Hitler errichteten Alpenwall, der im Kalten Krieg von der NATO als Schutz gegen eine mögliche Invasion durch die Sowjetunion reaktiviert wurde. Die Festung Franzensfeste war in diesem Abwehrgürtel entlang des gesamten Alpenhauptkammes ein zentrales Element.
2013 übergab der italienische Staat die Festung in das Eigentum des Landes Südtirol, das bereits in den Jahren 2007–2008 die Baulichkeiten gesichert und öffentlich zugänglich gemacht hatte. 2017 wurde die Franzensfeste in die Südtiroler Landesmuseen eingegliedert und 2019 ein Konzept für einen neuen „historisch-politischen Parcours“ vorgelegt, der ein „unschuldiges Sprechen über Regionalität“ überwinden, die „männlich aufgeladene Codierung“ des Festungsraumes symbolisch brechen und auf die „reflexive Aneignung von territorialen Ausgangspunkten, Handlungsräumen und Konfliktzonen“ abstellen will. 2022 wurde der Fachbeirat zur Umsetzung dieser Planungen erweitert und Emanuel Valentin als Museumsdirektor berufen.